# Maggy Wauters
Maggy Wauters (Frameries, 5 september 1953) is een voormalige Belgische atlete, die was gespecialiseerd in het discuswerpen. Zij nam eenmaal deel aan de Olympische Spelen en veroverde tien Belgische titels.

## Biografie
Maggy Wauters werd in 1969 op zestienjarige leeftijd voor het eerst Belgisch kampioene in het discuswerpen. Tussen 1969 en 1978 veroverde ze tien opeenvolgende titels. Ze verbeterde het Belgische record in 1973 tot 53,70 m. In 1970 werd ze vijfde op de Europese kampioenschappen voor junioren. In 1972 nam ze deel aan de Olympische Spelen in München, waar ze uitgeschakeld werd in de kwalificaties.

### Clubs
Maggy Wauters was aangesloten bij AC Quaregnon’’.

## Belgische kampioenschappen
| Onderdeel    | Jaar                                                       |
| ------------ | ---------------------------------------------------------- |
| discuswerpen | 1969, 1970, 1971, 1972, 1973, 1974, 1975, 1976, 1977, 1978 |

## Persoonlijke records
| Onderdeel    | Prestatie | Datum            | Plaats  |
| ------------ | --------- | ---------------- | ------- |
| discuswerpen | 53,70 m   | 9 september 1973 | Roubaix |

## Palmares

### discuswerpen
- 1969:  BK AC – 41,62 m
- 1970:  BK AC – 46,96 m
- 1970: 5e EK U20 in Parijs – 47,40 m
- 1971:  BK AC – 47,48 m
- 1972:  BK AC – 49,50 m
- 1972: 17e in kwal. OS in München – 49,62 m
- 1973:  BK AC – 49,96 m
- 1974:  BK AC – 50,02 m
- 1975:  BK AC – 50,56 m
- 1976:  BK AC – 50,86 m
- 1977:  BK AC – 50,78 m
- 1978:  BK AC – 49,76 m
- 1981:  BK AC – 46,30 m

## Onderscheidingen
- 1971: Grote Feminaprijs van de KBAB